# Militärsiedlung Caihong
Die Militärsiedlung Caihong (chinesisch 彩虹眷村, Pinyin Cǎihóng Juàncūn, dt.: „Militärsiedlung Regenbogen“) ist eine ehemalige Siedlung für Soldaten und heutiges Kunstdenkmal in der taiwanischen Stadt Taichung. Die parkähnliche Anlage ist bekannt für farbig bemalte Gebäude. Die Bilder an den Wänden der Gebäude wurden von einem ehemaligen Soldaten der Streitkräfte der Republik China namens Huang Yong-Fu gemalt, dieser Künstler wurde von vielen Leuten deshalb „Regenbogen-Opa“ genannt. Viele Gebäude neben der Siedlung wurden abgerissen. Nach einer Protestaktion von Studenten gegen den Abrissplan beschloss die Stadtregierung von Taichung, die bemalte Siedlung als Kunstpark bestehen zu lassen. Zurzeit sind die Angehörigen der Familie des Künstlers die einzigen Bewohner des Areals.

## Geschichte

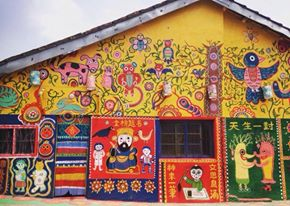
Militärsiedlung Caihong

Nach der Niederlage im Chinesischen Bürgerkrieg musste sich die entmachtete Regierungspartei Kuomintang nach Taiwan zurückziehen. Um ihren Soldaten eine Unterkunft anzubieten, baute die Regierung die Siedlung.
Der Name „Caihong“ stammt von den bunten Malereien an den Häuserwänden der Siedlung, die von dem pensionierten Soldaten Huang Yong-Fu stammen. Die Wände sind so farbig, dass sie von Besuchern mit dem Regenbogen assoziiert  wurden. Dadurch machte der Maler die Siedlung zu einer Touristenattraktion. Trotz der Kunst war die alte Siedlung im Jahr 2010 jedoch heruntergekommen und verfallen. Die Stadtregierung traf die Entscheidung, die ganze Siedlung abzureißen. Sie boten den Bewohnern Geld an, damit sie freiwillig die Gebäude verlassen. Der Plan wurde nach einer Protestaktion von Studenten allerdings nicht umgesetzt. Die Stadtregierung lenkte ein, und so konnte die Siedlung als Kunstpark gerettet werden.
Im Jahr 2010 wurden einige der Malereien von einem Unbekannten zerstört und auch Teile der Gebäude beschädigt. Bei Huang Yong-Fu wurde eingebrochen und Geld gestohlen. Im Februar 2011 kam es erneut zu einem Vorfall. Jemand übersprühte Teile der Malerei und schrieb Schimpfwörter an die Wände.

## Der namensgebende Künstler
Der „Regenbogen-Opa“ Huang Yong-Fu (chinesisch 黃永阜, Pinyin Huáng Yǒngfù) wurde 1924 in Taishan, Guangdong, Republik China als Sohn eines Soldaten geboren. Huangs Vater fiel im Chinesisch-japanischen Krieg. Huang Yong-Fu kämpfte als Freiwilliger gegen die Japaner und Kommunisten. Nach dem Bürgerkrieg folgte er 1950 Chiang Kai-Shek nach Taiwan. Hernach diente Huang in Taiwan bei der Luftwaffe und ging 1979 in Rente. Bevor Huang seine Malerkarriere begann, arbeitete er noch ein paar Jahre als Pförtner für die Ling-Tung-Universität. 2015 und 2016 wurden ihm für seine Dienste im Chinesisch-japanischen Krieg Auszeichnungen verliehen. Er starb am 23. Januar 2024.

## Themen der Malerei
Mit reicher Fantasie hat der „Regenbogen-Opa“, der hundert Jahre alt wurde, viele Bilder mit unterschiedlichen Themen gemalt. Die meisten von ihnen basieren auf Tierfiguren wie z. B. Hase, Affe, Vogel und Küken. Figuren von Cartoons sind auch wichtige Themen der Malerei.

## Fotos

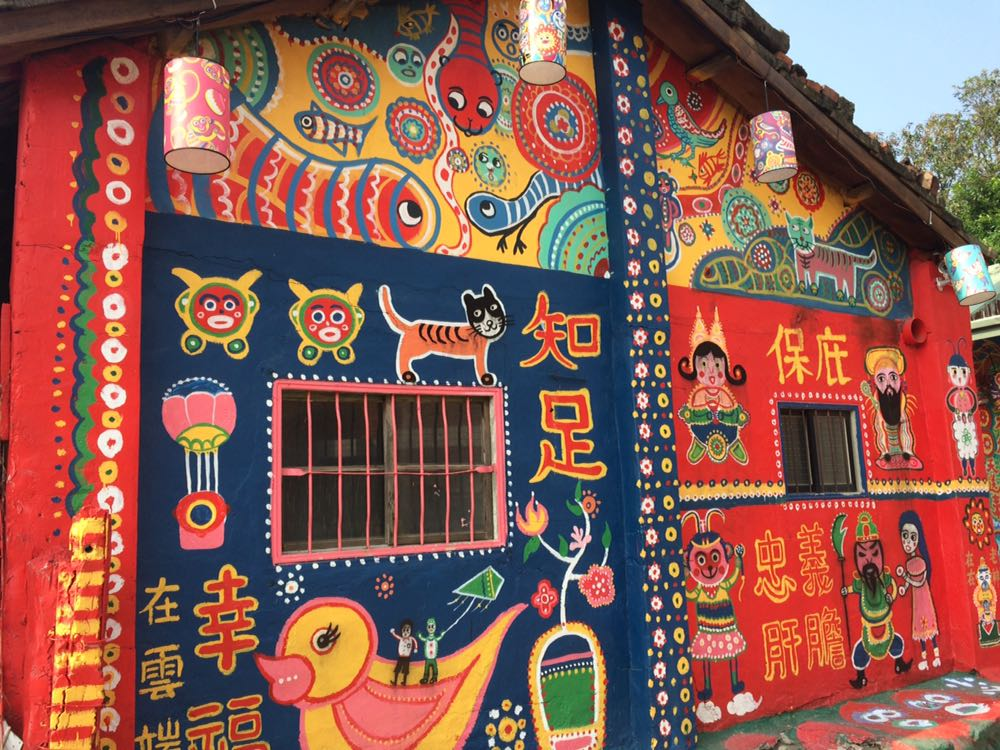
Militärsiedlung Caihong
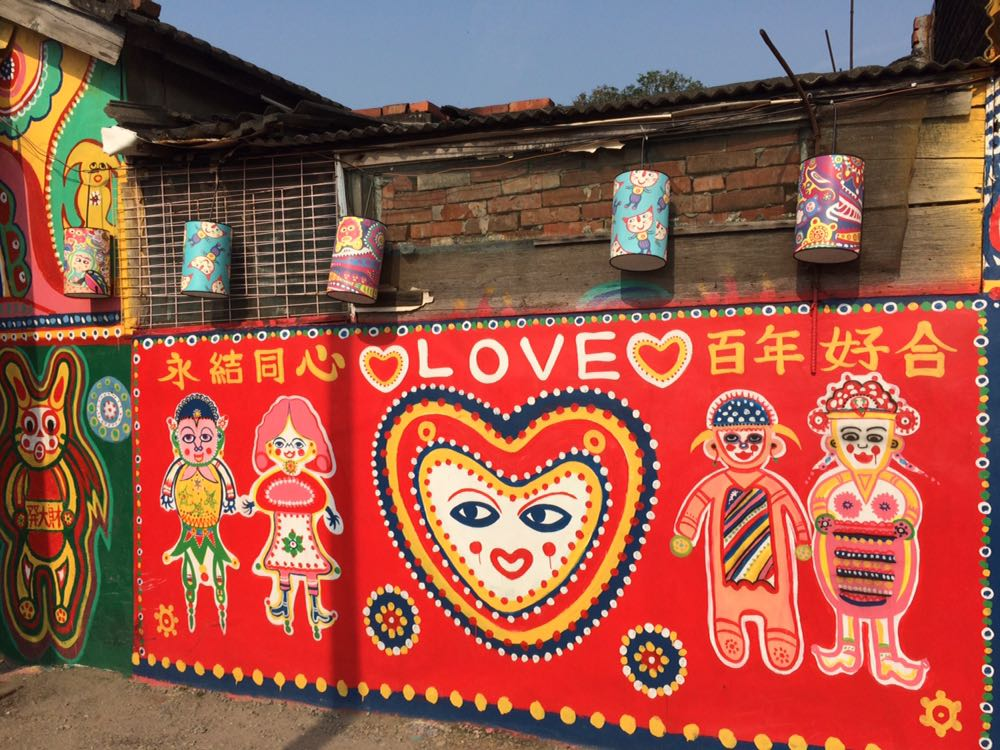
Militärsiedlung Caihong
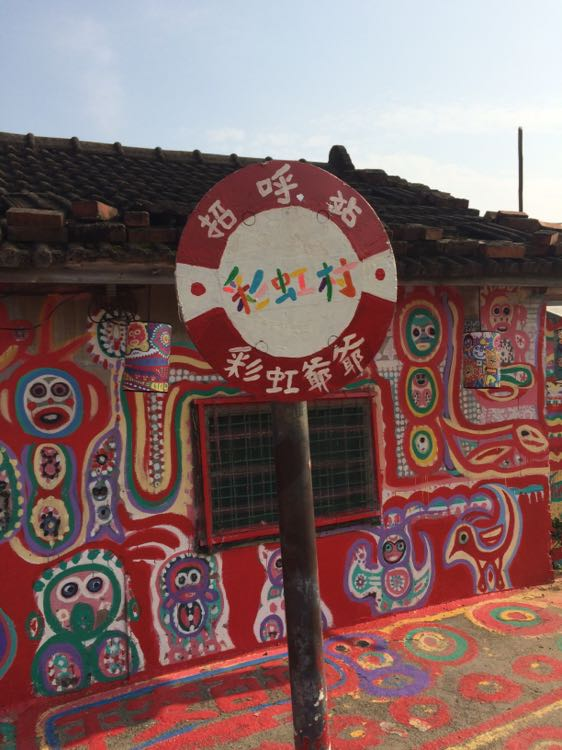
Militärsiedlung Caihong
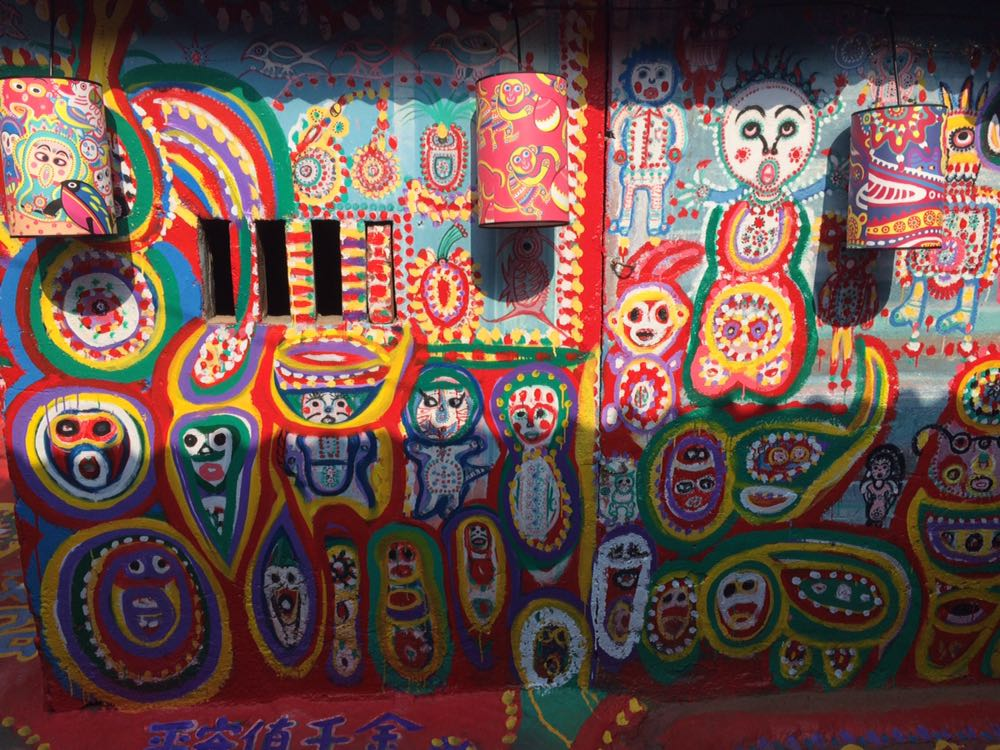
Militärsiedlung Caihong
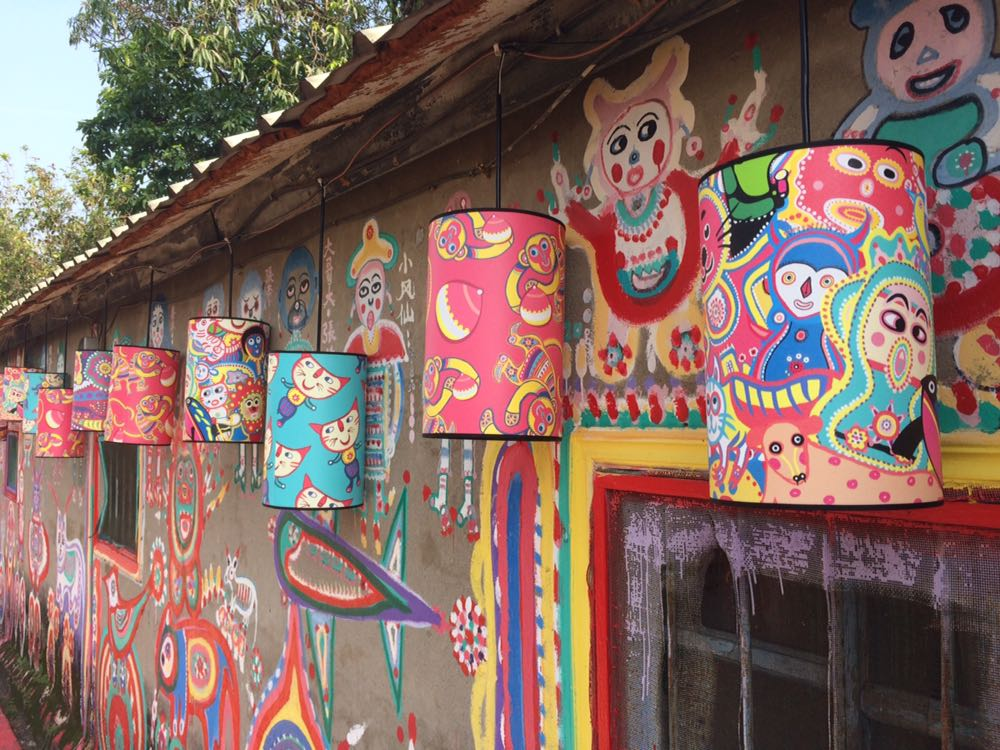
Militärsiedlung Caihong
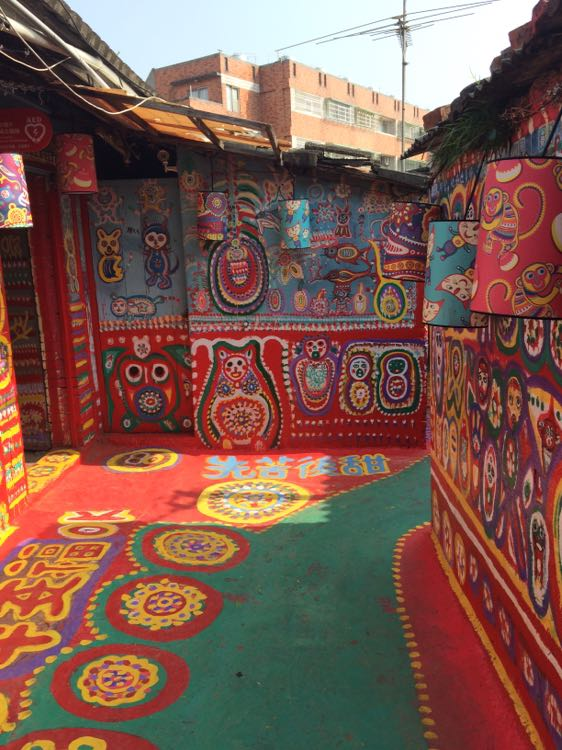
Militärsiedlung Caihong